# День молодёжи Азербайджана
В 1997 году Президент Азербайджанской Республики Гейдар Алиев подписал распоряжение, согласно которому день проведения 1-го Форума азербайджанской молодёжи – 2 февраля был объявлен как «День Азербайджанской Молодёжи» (азерб. Azərbaycan Gəncləri günü).

## Общие сведения
2 февраля 1996 года по инициативе Министерства молодёжи и спорта Азербайджанской Республики а также распоряжением Президента Азербайджанской Республики Гейдара Алиева был проведён I Форум Азербайджанской молодёжи.
На форуме участвовали около 2000 представителей молодёжи из всех регионов республики. В ходе форума участниками были определены обязанности, стоящие перед государственными органами, молодёжными организациями, перед каждым представителем молодёжи. Проведение действенных мероприятий по всестороннему развитию молодёжи, в сфере разрешения их проблем было поставлено как главная задача перед соответствующими организациями.
2007 год был объявлен Годом молодёжи Азербайджана.
19 декабря 2011 года учреждён Фонд молодёжи при президенте АР.
Учреждена Президентская стипендия для молодёжи.

## Подготовка к проведению
По установленной традиции праздник проводится раз в три года. В основном, накануне форума, то есть в течение нескольких месяцев, по всей республике проходят районные и городские конференции. В ходе этих конференций избираются члены-делегаты на Форум, проходят отчётные слушания начальников местных управлений по делам молодёжи и спорта, которые отчитываются перед молодёжью своего района и города о проделанной работе.

## Цели и задачи
В ходе форума со стороны молодёжных делегатов даётся оценка работе правительства в направлении развития молодёжи, и на основе их предложений, инициатив и идей формируются программы деятельности в области молодёжной политики.
В целом идея форума состоит в том, что именно на основе предложений, оценок и критики молодых делегатов сформировать на последующие три года молодёжную деятельность.